# Jeffrey Herf
Jeffrey Charles Herf (* 24. April 1947) ist ein US-amerikanischer Historiker und emeritierter Professor an der Universität Maryland. Seine Forschung und Publikationen befassen sich mit europäischer Geschichte, speziell der deutschen im 20. Jahrhundert, mit Antizionismus und Antisemitismus in Geschichte und Gegenwart.

## Leben
Jeffrey Herfs Vater emigrierte 1937 aus Deutschland und gehörte dem Reformjudentum an. Jeffrey Herf graduierte zum B.A. 1969 an der University of Wisconsin-Madison und erhielt den Ph. D. in Soziologie im Jahr 1980 auf der Brandeis University in Massachusetts. Bevor er Professor an der Universität Maryland wurde, lehrte er an der Ohio University in Athens, Ohio. Er hat Aufsätze für Die Zeit, The New Republic und Partisan Review verfasst. Herf war Fellow an der Harvard University, der University of Chicago, dem Institute for Advanced Study in Princeton, am Deutschen Historischen Institut Washington, am Jitzchak Rabin Zentrum für Israel Studies in Tel Aviv sowie am Woodrow Wilson International Center for Scholars in Washington, DC. Im Herbst 2007 war Jeffrey Herf Ehrenmitglied an der American Academy in Berlin.
Jeffrey Herf ist mit der Historikerin Sonya Michel verheiratet.

## Werk
Herf führte den Begriff „reaktionärer Modernismus“ (Reactionary Modernism, 1984) ein. Er beschrieb damit die zwei Seiten der deutschen Kulturszene in der Weimarer Republik, die rückwärtsgerichtete nationale Romantik und die Öffnung auf moderne Ausdrucksmittel, was in der NS-Kultur weitergeführt worden sei. Ähnliches meinte der zeitgenössische Begriff Konservative Revolution.
Sein Buch von 1991 zur Nachrüstungsdebatte in den 1980ern vertritt die Auffassung, die Sowjetunion habe einen aggressiven Willen zur Verschiebung der Machtverhältnisse gezeigt. Die westdeutsche Linke habe nicht nach deren Absichten gefragt und den antitotalitären Konsens verlassen, während die CDU unter Helmut Kohl zu den Intellektuellen zurückgefunden habe, die westliche Werte verteidigten. Dies zeigt er u. a. an dem Streit im Jahr 1983 zwischen Joschka Fischer und Heiner Geißler über die Verantwortung des Pazifismus der 1930er Jahre für die erfolgreiche NS-Außenpolitik auf. (Vgl. auch den deutschsprachigen Aufsatz 1992).
Sein Werk Zweierlei Erinnerung. Die NS-Vergangenheit im geteilten Deutschland (1997) zeigt vor allem den Antisemitismus in der frühen DDR am Fall Paul Merker auf. Es gewann den Ernst-Fraenkel-Preis der Wiener Library in London und den George-Lewis-Beer-Preis der American Historical Association.
In seinem Buch Nazi Propaganda for the Arab World untersucht Herf die Schriften Said Qutbs aus den späten 1940er und 1950er Jahren, eines ägyptischen Theologen, der heute als al-Qaidas geistiger Ahne gilt. Herf analysierte sie als Bindeglied zwischen der Nazi-Kriegspropaganda von Mohammed Amin al-Husseini und dem islamistischen Antisemitismus der Gegenwart.
In einem Interview mit Karl Pfeifer berichtete Herf im Juli 2010 über eine Konferenz „Arabische Antworten auf Faschismus und Nationalsozialismus“ in Tel Aviv im Mai 2010. Darin äußerte er die Auffassung, dass manche Wissenschaftler einen islamistischen Antisemitismus seit den 1920er-Jahren nicht untersucht hatten und daher auch nicht erkennen wollten. „Den Historikern, die noch von Edward Said und der Dritten Welt fasziniert sind, fällt es schwer, sich vorzustellen, wie Robert Wistrich unlängst dargelegt hat, dass sich der Schwerpunkt des globalen Antisemitismus von Europa in die arabische Welt und den Iran verlagert hat.“ […] „Wie Bernard Lewis feststellte, wurden Juden so lange toleriert, wie sie ihren zweitklassigen dhimmi-Status akzeptierten. Die Existenz einer jüdischen Souveränität in der Form des Staates Israel war deswegen für einige Muslime, die glaubten, der angemessene Status für Juden sei der von Untergebenen, eine unerträgliche Beleidigung.“

## Schriften (Auswahl)
- Reactionary Modernism. Technology, Culture, and Politics in Weimar and the Third Reich. Cambridge University Press, 1986, ISBN 0-521-33833-6 (google.de [abgerufen am 7. Februar 2021]).
- War By Other Means. Soviet Power, West German Resistance and the Battle of the Euromissiles. The Free Press, New York 1991.
- Divided Memory. The Nazi Past in the Two Germanys. Harvard University Press, 2013, ISBN 978-0-674-41661-1 (google.de [abgerufen am 7. Februar 2021]).
  - Zweierlei Erinnerung. Die NS-Vergangenheit im geteilten Deutschland. Propyläen, Berlin 1998, ISBN 3-549-05698-2.
- Jeffrey Herf (Hrsg.): Anti-Semitism and Anti-Zionism in Historical Perspective. Convergence and Divergence. Routledge, Chapman Hall, NY 2013, ISBN 978-1-317-98348-4 (google.de [abgerufen am 7. Februar 2021]). (Tagung 2003, Erstpublikation 2007).
- The Jewish Enemy. Nazi Propaganda During World War II and the Holocaust. Harvard University Press, 2009, ISBN 978-0-674-03859-2 (google.de [abgerufen am 7. Februar 2021]).
  - Rezension Matthias Küntzel: Im Zirkelschluss des Wahns – Über Jeffrey Herfs The Jewish Enemy. literaturkritik.de, 2008, abgerufen am 7. Februar 2021.
- Nazi Propaganda for the Arab World. Yale University Press, 2009, ISBN 978-0-300-15583-9 (google.de [abgerufen am 7. Februar 2021]).
  - Rezension Klaus Faber: Nazipropaganda in der arabischen Welt. In: haGalil.com. 12. Juli 2010, abgerufen am 7. Februar 2021.
  - Benny Morris: Dann schickte Allah Adolf Hitler. In: Die Welt. 30. Januar 2010 (welt.de [abgerufen am 7. Februar 2021]).
  - Richard Wolin: Herfs misuses of history. In: The Chronicle of Higher Education. 22. November 2009, abgerufen am 7. Februar 2021 (englisch).
- Undeclared Wars with Israel. East Germany and the West German Far Left, 1967–1989. Cambridge UP 2016, ISBN 978-1-107-46162-8.
  - Unerklärte Kriege gegen Israel. Die DDR und die westdeutsche radikale Linke, 1967–1989. Wallstein Verlag, Göttingen 2019, ISBN 978-3-8353-4417-4 (google.de [abgerufen am 7. Februar 2021]).
  - Rezension: Marko Martin: Jeffrey Herf: „Unerklärte Kriege gegen Israel“ – Eine ungemütliche Lektüre. DLF, 9. Dezember 2019, abgerufen am 7. Februar 2021.
- Israel's Moment. International Support for and Opposition to Establishing the Jewish State, 1945–1949, Cambridge University Press 2022, ISBN 978-1-316-51796-3.
- Three Faces of Antisemitism: Right, Left and Islamist. Routledge, London 2023, ISBN 978-1-03-258301-3.
  - Drei Gesichter des Antisemitismus. rechts, links und islamistisch, Hentrich & Hentrich, Leipzig 2024, ISBN 978-3-95565-666-9.

### Aufsätze und Buchbeiträge (Auswahl)
- Demokratie auf dem Prüfstand. Politische Kultur, Machtpolitik und die Nachrüstungskrise in Westdeutschland. (PDF) In: Vierteljahrshefte für Zeitgeschichte. 1992, abgerufen am 6. Februar 2021.
- Der Geheimprozeß. In: Die Zeit. 7. Oktober 1994, abgerufen am 7. Februar 2021.
- What is old an what is new in the terrorism of islamic fundamentalism? In: Partisan Review, Jg. 69, H. 1, 2002.
- „Der Krieg und die Juden.“ Nationalsozialistische Propaganda im Zweiten Weltkrieg. In: Militärgeschichtliches Forschungsamt, Jörg Echternkamp (Hrsg.): Die deutsche Kriegsgesellschaft 1939 bis 1945. Ausbeutung, Deutungen, Ausgrenzung (= Das Deutsche Reich und der Zweite Weltkrieg, 9/2). Deutsche Verlagsanstalt, München 2005. ISBN 3-421-06528-4, S. 159–202.
- Nazi Germany's Propaganda Aimed at Arabs and Muslims During World War II and the Holocaust. Old Themes, New Archival Findings. In: Central European History. Band 42, Nr. 4, Dezember 2009, ISSN 1569-1616, S. 709–736, doi:10.1017/S000893890999104X.
- Interview Karl Pfeifer: »Das Bild der Dritten Welt wird sich verändern«. In: Jungle World, Nr. 28. 15. Juli 2010, S. 10, abgerufen am 7. Februar 2021.[5]
- Hitlers Dschihad. Nationalsozialistische Rundfunkpropaganda für Nordafrika und den Nahen Osten. In: Vierteljahrshefte für Zeitgeschichte. Band 58, Nr. 2. Oldenbourg, München 2010, S. 259–286 (ifz-muenchen.de [PDF]).